# Phytomyza thymi
Phytomyza thymi är en tvåvingeart som beskrevs av Erich Martin Hering 1928. Phytomyza thymi ingår i släktet Phytomyza och familjen minerarflugor.
Artens utbredningsområde är Schweiz. Arten har ej påträffats i Sverige. Inga underarter finns listade i Catalogue of Life.